# Amar Laskri
Amar Laskri (عمار العسكري), né le 22 janvier 1942 à Aïn Berda (en Algérie) et mort le 1er mai 2015 à Alger, est un cinéaste algérien.

## Biographie
Il étudie le théâtre, la radio, la télévision et le cinéma à Belgrade entre 1962 et 1966. Après trois courts métrages, il contribue, par la réalisation d’un épisode, au film de fiction collectif L'Enfer à dix ans (1968). Il dirige le Centre algérien pour l'art et l'industrie cinématographique (CAAIC) de 1996 à 1998, année de sa dissolution.
À sa mort le quotidien El Watan le qualifie de « figure de proue du cinéma algérien. » Son œuvre est marquée par la thématique de la Guerre d'Algérie.
Un de ses films les plus connus, qualifié « [d']indétrônable » par El Watan, est Patrouille à l'est. Une scène de ce film est devenue « culte », reprise de multiples fois sur internet : elle montre un guetteur qui crie « Yaou Alikoum Men Guelma » pour alerter les combattants de l'Armée de libération nationale, cri repris par d'autres guetteurs en écho. 
Il a déclaré en 2011 envisager de réaliser un film sur Frantz Fanon, mais hésiter entre le choix d'une forme fictionnelle (ce qui compromettrait la diffusion du film, l'Algérie comptant peu de salles de cinéma) et un documentaire qui pourrait être diffusé à la télévision. Le film est semble-t-il resté à l'état de projet.

## Filmographie
Longs métrages
- 1968 : L'Enfer à dix ans
- 1969 : Le Communiqué
- 1971 : Patrouille à l'est (دورية نحو الشرق)
- 1978 : El Moufid
- 1987 : Les Portes du silence (أبواب الصمت)
- 1998 : Fleur de lotus